# Guldborgsundbroen
Guldborgsundbroen oder Guldborgbroen (deutsch die Guldborgsund-Brücke bzw. Guldborg-Brücke) ist eine Straßenbrücke über den Guldborgsund zwischen den dänischen Inseln Lolland und Falster in der Stadt Guldborg. Die Brücke besteht aus zwei Bogensegmenten und einem 30 m breiten Klappsegment zwischen diesen. Bis zur Einweihung des Guldborgsundtunnels 1988 war die Brücke wichtiger Bestandteil der Vogelfluglinie. Über sie führt die Sekundærrute 153 über den Guldborgsund.